# 三美神 (ルーベンス、パラティーナ美術館)
『三美神』（さんびしん、伊: Tre Grazie a monocromo、英: The Three Graces）は、フランドルのバロック期の巨匠ピーテル・パウル・ルーベンスが1622-1623年頃に板上にグリザイユで描いた絵画である。描かれている三美神はヴィーナスの従者として優雅さと美を象徴する女神たちで、ギリシア神話によれば、その名をアグライア、エウプロシュネー、タレイアという。作品は、ブリュッセルに派遣された教皇特使で司祭のフランチェスコ・アイロルディ (Francesco Airoldi) により取得され、ルーベンスの賞賛者であったレオポルド・デ・メディチ枢機卿に贈られた。枢機卿の美術コレクションは彼の死後、フィレンツェのウフィツィ美術館に移管されたが、1928年以来、本作はフィレンツェのパラティーナ美術館に所蔵されている。

## 作品
ギリシア神話に登場する三美神は通常、裸体で左右対称に配置され、お互いに抱擁し合う群像として表現された。三美神はルネサンスの時代に再び人文主義者たちの関心を引くようになり、描かれた作品の中ではラファエロの『三美神』 (コンデ美術館、シャンティイ) などが有名である。ルーベンスの作品としては、マドリードのプラド美術館にある『三美神』がとりわけよく知られている。
中央の女神は正面向きで、画面左側の女神と見つめ合っている。画面右側の女神は鑑賞者のほうへ視線を向けながら、右手を中央の女神の肩に置き、左手も彼女の腕に絡めている。2人のプットが三美神の頭に花輪を授けんとしており、さらに下方の果物籠の背後にもう1人のプットがいて、画面左側にももう1人いる。プットたちは伝統的にヴィーナスと描かれることが多く、本作ではこうして三美神とヴィーナスの関係が示されている。
本作の制作年は、連作「マリー・ド・メディシスの生涯」 (ルーヴル美術館、パリ) 中の『マリー・ド・メディシスの教育』と同時期 (1622-1623年頃) と考えるのが妥当であると思われる。右側の女神は、『マリー・ド・メディシスの教育』に描かれている三美神のうち、同様に右側に描かれている女神に類似しているからである。また、左側と中央の女神についても、『マリー・ド・メディシスの教育』の初期の油彩スケッチの中にかなりよく似た表現が見出される。
また、頭部の小さい人物像のプロポーションはマニエリスムの様式を想起させる。ルーベンスは1622年にパリを訪れた際にフォンテーヌブロー宮殿に立ち寄ったが、そこで見たマニエリス期の画家フランチェスコ・プリマティッチオのストゥッコ (漆喰) レリーフの女性像から影響を受けているのかもしれない。また、ルーベンスは古代の文化に造詣が深かったので、この絵画を古代のレリーフにもとづいて制作したとも考えられる。本作はグリザイユ技法で描かれ、かつ奥行きの浅い構図となっていることから、象牙製のレリーフの意匠として制作されたのかもしれない。

## ギャラリー

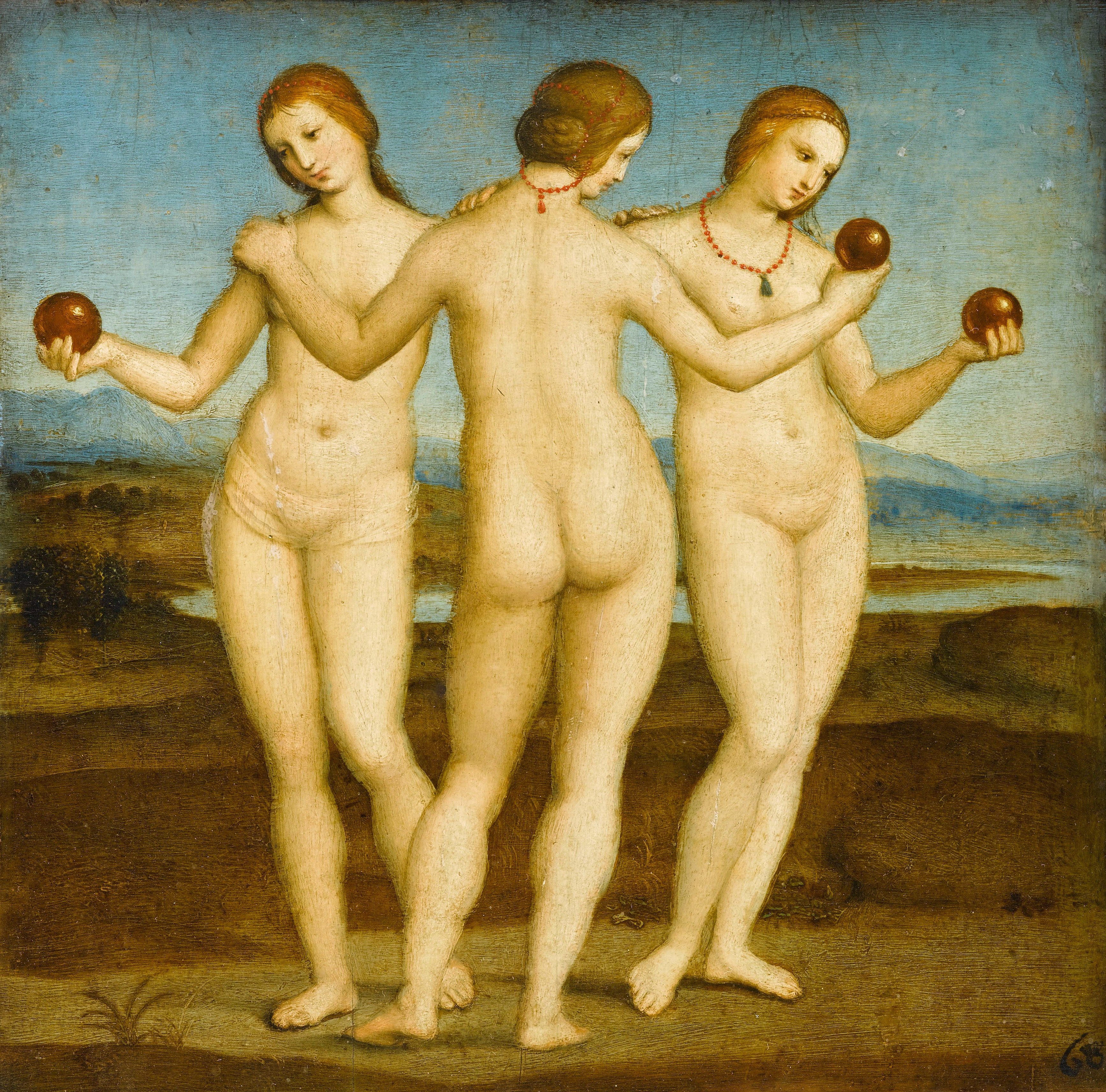
ラファエロ『三美神』 (1503-1505年)、コンデ美術館、シャンティイ
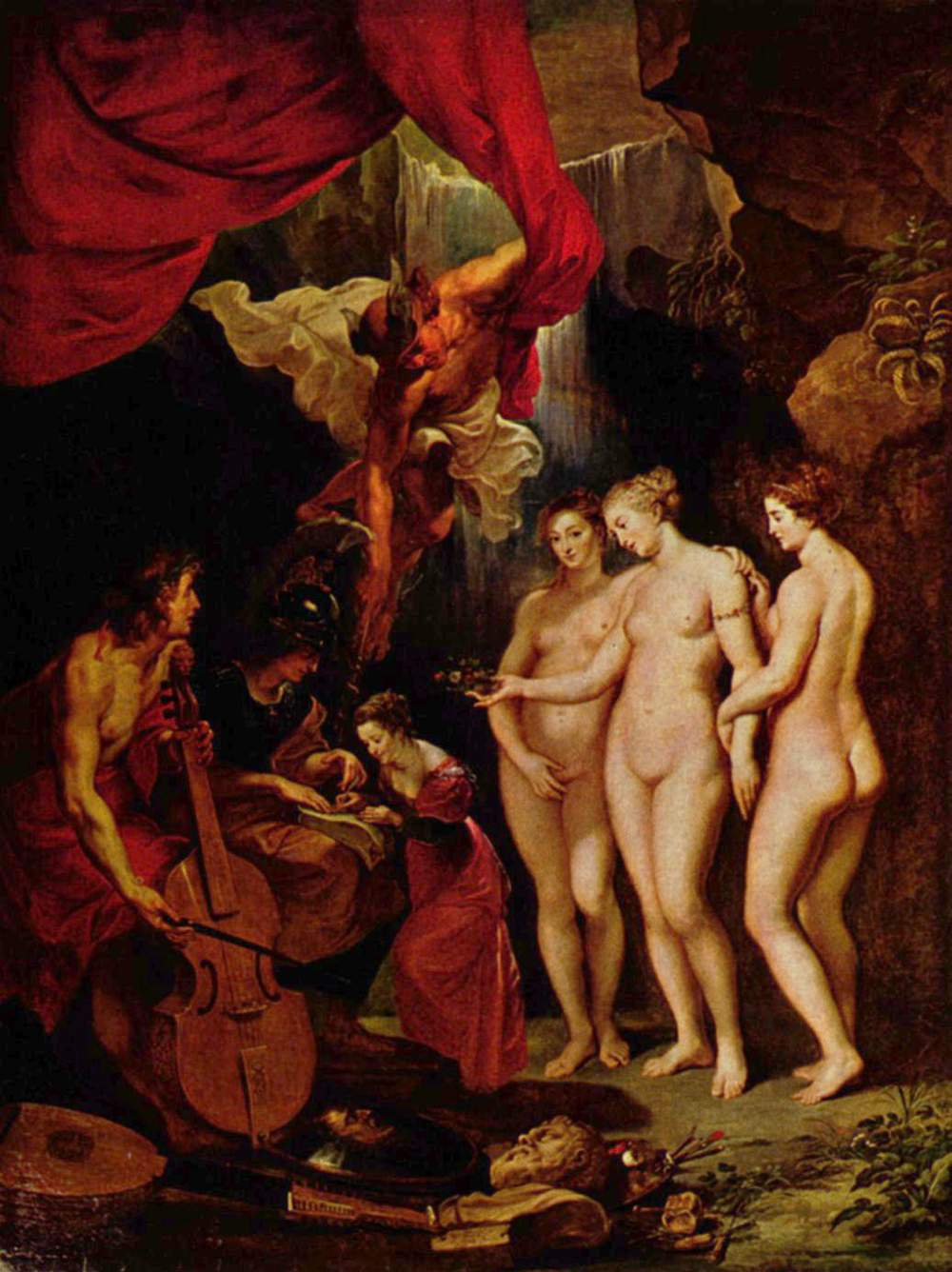
ルーベンス『マリー・ド・メディシスの教育』 (1622-1623年頃)、ルーヴル美術館、パリ
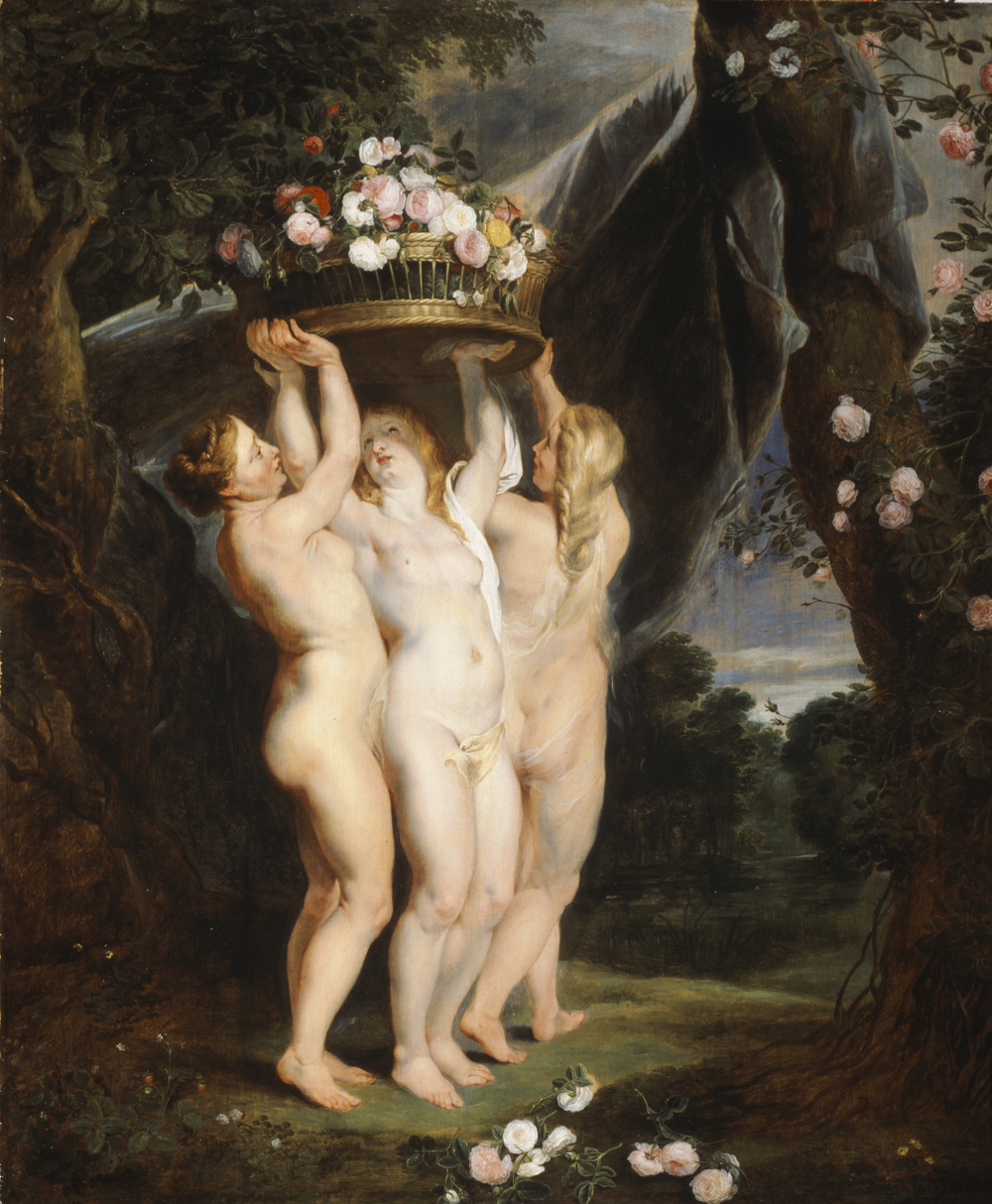
ルーベンス『三美神』』 (1620-1624年頃)、ウィーン美術アカデミー
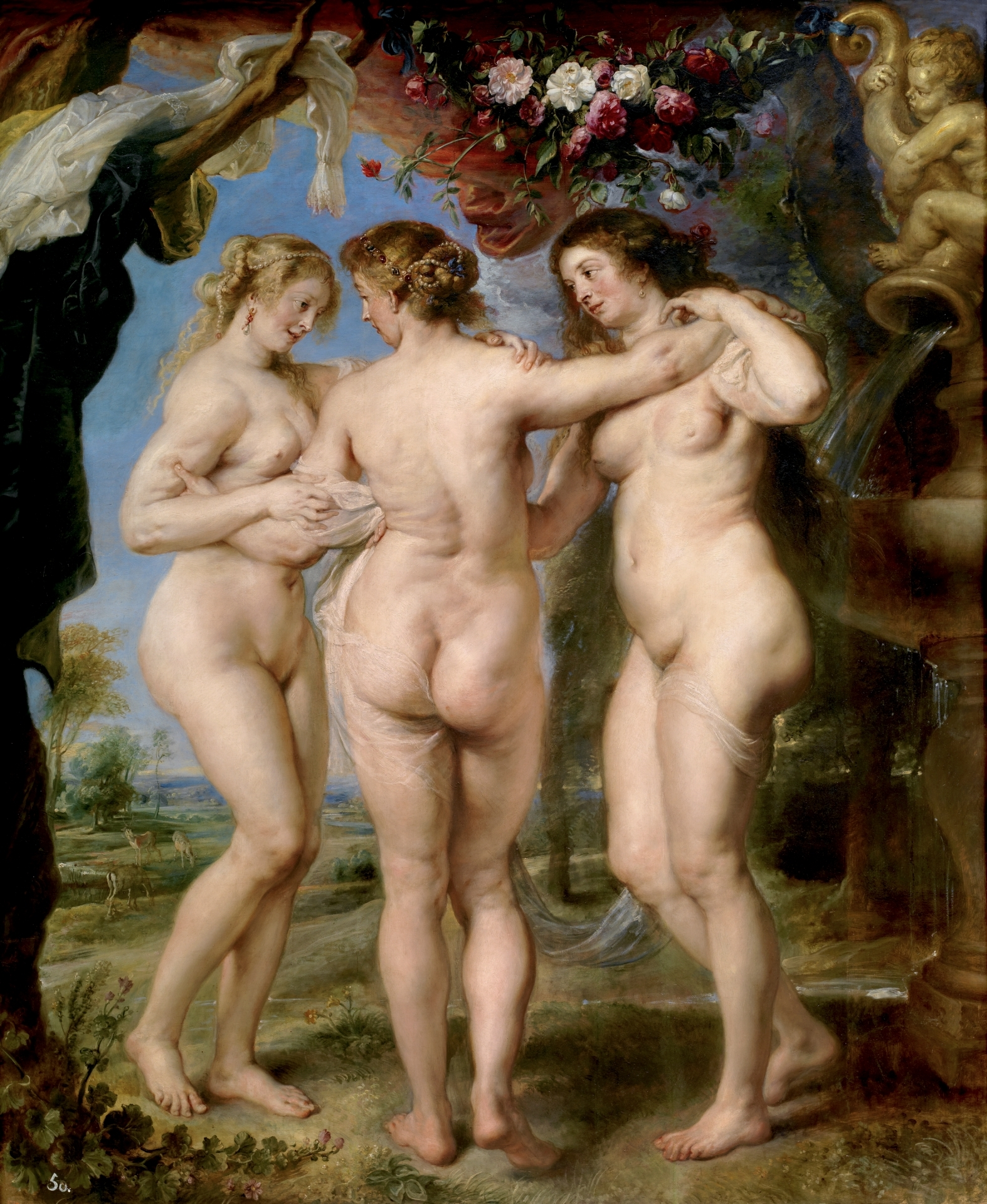
ルーベンス『三美神』 (1630-1635年頃)、プラド美術館、マドリード